# Гидрофторид натрия
Гидрофтори́д на́трия — неорганическое соединение,
кислая соль натрия и плавиковой кислоты с формулой NaHF2,
бесцветные кристаллы,
растворяется в воде. Весьма токсичен.

## Получение
- Реакция фторида натрия и плавиковой кислоты:

{\displaystyle {\mathsf {NaF+HF\ {\xrightarrow {}}\ NaHF_{2}}}}

## Физические свойства
Гидродифторид натрия образует бесцветные кристаллы тригональной сингонии, пространственная группа R 3m, параметры ячейки a = 0,345 нм, c = 1,39 нм, Z = 3.
Умеренно растворяется в воде, не растворяется в органических растворителях. Не образует кристаллогидратов.

## Химические свойства
- Разлагается при нагревании:

{\displaystyle {\mathsf {NaHF_{2}\ \xrightarrow {270-400^{o}C} \ NaF+HF\uparrow }}}
- Разлагается концентрированными щелочами и кислотами[2]:

{\displaystyle {\mathsf {NaHF_{2}+NaOH\ \xrightarrow {} \ 2NaF+H_{2}O}}}
{\displaystyle {\mathsf {2NaHF_{2}+H_{2}SO_{4}\ \xrightarrow {t} \ Na_{2}SO_{4}+4HF\uparrow }}}

## Сферы использования
- При производстве и обезвоживании плавиковой кислоты.
- Компонент растворов для травления стекла.
- Антисептик.

## Стандартизация
В Российской Федерации гидрофторид натрия производился в соответствии с ГОСТ 11037-64.

## Биологическая роль
- Гидрофторид натрия NaHF2 весьма ядовит (как и другие гидрофториды металлов) в больших количествах.
- Пожаро- и взрывобезопасен.
- ПДК = 1 мг/м³ (по HF).
- ЛД50 на крысах = 149 мг/кг (при пероральном введении).
- Может раздражать слизистые оболочки.
- Вещество принадлежит ко II классу токсичности согласно ГОСТ 12.1.007-76.